# Margaret Bourke-White
Margaret Bourke-White (Bronx, Nova York, 14 de juny de 1904 - Stamford, Connecticut, 27 d'agost de 1971) va ser una fotògrafa estatunidenca. Va ser la primera fotògrafa estrangera a qui se li va permetre prendre fotos de la indústria soviètica, la primera corresponsal de guerra dona (i la primera dona autoritzada a treballar en una zona de combat), i la primera fotògrafa de la revista Life en la seva etapa de Henry Luce, i de la qual va ser l'autora de la primera portada. Va morir de la malaltia de Parkinson divuit anys després d'haver desenvolupat els primers símptomes.
La seva vida va ser duta a la pantalla per l'actriu Farrah Fawcett al telefilm Double Exposure: The Story of Margaret Bourke-White, de Lawrence Schiller, el 1989.

## Biografia

### Inicis
Tot i haver nascut a Nova York, va créixer a Bound Brook, en un barri que avui dia forma part de Middlesex (Nova Jersey). Afirmava haver tret el perfeccionisme del seu pare, un enginyer i inventor naturalista, i de la seva mare l'afany de superació. El seu interès per la Fotografia va començar com una afició quan era jove, recolzada per l'entusiasme del seu pare per les càmeres. L'any 1922 va començar a estudiar herpetologia a la Universitat de Colúmbia, i posteriorment amb el fotògraf Clarence White, cosa que va fer enfortir el seu interès per la fotografia. Va deixar els estudis un semestre més tard, després de la mort del seu pare.
Després d'això va passar per diverses universitats: la de Michigan, a Ann Arbor, la Purdue a West Lafayette (Indiana) i la Western Reserve a Cleveland (Ohio), per finalment graduar-se el 1927 a la Universitat Cornell, a Ithaca (Nova York), havent fet un estudi fotogràfic del campus pel diari de l'escola. Aquell mateix any va afegir al seu cognom el cognom de la seva mare, Bourke, separant-los amb un guionet. El 1924, mentre encara estudiava, es va casar amb Everett Chapman, de qui es va divorciar dos anys més tard.

### Activitat professional

#### Fotografia comercial
L'any 1928 va mudar-se a Cleveland (Ohio), on va obrir un estudi fotogràfic i es va centrar en fotografia d'arquitectura i industrial. Un dels seus clients va ser Otis Steel Company. Després de la dificultat per a obtenir el permís per a treballar a la fàbrica, ja que la fabricació d'acer era una indústria del sector de la seguretat, van començar els problemes tècnics. En aquella època, la pel·lícula en blanc i negre era sensible a la llum blava, però no als vermells i taronges de l'acer calent; així, totes les seves fotografies quedaven negres, cosa que va aconseguir solucionar duent un nou tipus de bengales de magnesi (que produeixen llum blanca) i ajudants que les aguantessin per a il·luminar les escenes. Gràcies a les seves habilitats tècniques algunes d'aquelles imatges acabessin sent de les millors fotografies de la indústria de l'acer d'aquella època, i també obtenir atenció a nivell nacional.

#### Fotoperiodisme
El 1929 va acceptar una feina com a editora associada i fotògrafa de plantilla de la revista Fortune (càrrec que va ocupar fins al 1935), i l'any següent es va convertir en el primer fotògraf occidental a qui se li va permetre fer fotos de la indústria soviètica. El 1936 Henry Luce la va contractar com la primera fotoperiodista de la revista Life; va formar part de la plantilla fins al 1940, encara que va tornar del 1941 al 1942 i més tard el 1945, i s'hi va quedar fins al seu retir parcial el 1957 i després el seu retir definitiu el 1969. Les seves fotos de la construcció de la presa de Fort Peck van aparèixer al primer número de la publicació, incloent-hi la coberta, el 23 de noviembre de 1936. Aquesta foto va arribar a estar tan ben valorada que va ser triada pel servei postal dels Estats Units com a representativa d'aquella dècada per la sèrie de segells commemorativa Celebrate the Century.
A mitjans de la dècada del 1930 Bourke-White, així com Dorothea Lange, van fotograr les víctimes de la sequera del Dust Bowl. En el número de Life del 15 de febrer de 1937 es va publicar la seva famosa foto de damnificats negres fent cua davant d'un anunci que diu "World's Highest Standard of Living. There's no way like the American way", i que mostra una família blanca feliç. Anys més tard, la fotografia va ser la base de la portada de l'àlbum de Curtis Mayfield There's No Place Like America Today (1975).
L'any 1939 Bourke-White es va casar amb el novel·lista Erskine Caldwell, de qui es va divorciar el 1942, i amb qui va col·laborar a You Have Seen Their Faces (1937), un llibre sobre la situació al sud del país durant la gran depressió. També va viatjar a Europa per a plasmar com vivien Alemanya, Àustria i Txecoslovàquia sota el nazisme i com li anava a Unió Soviètica sota el comunisme.

#### Fotografia de guerra

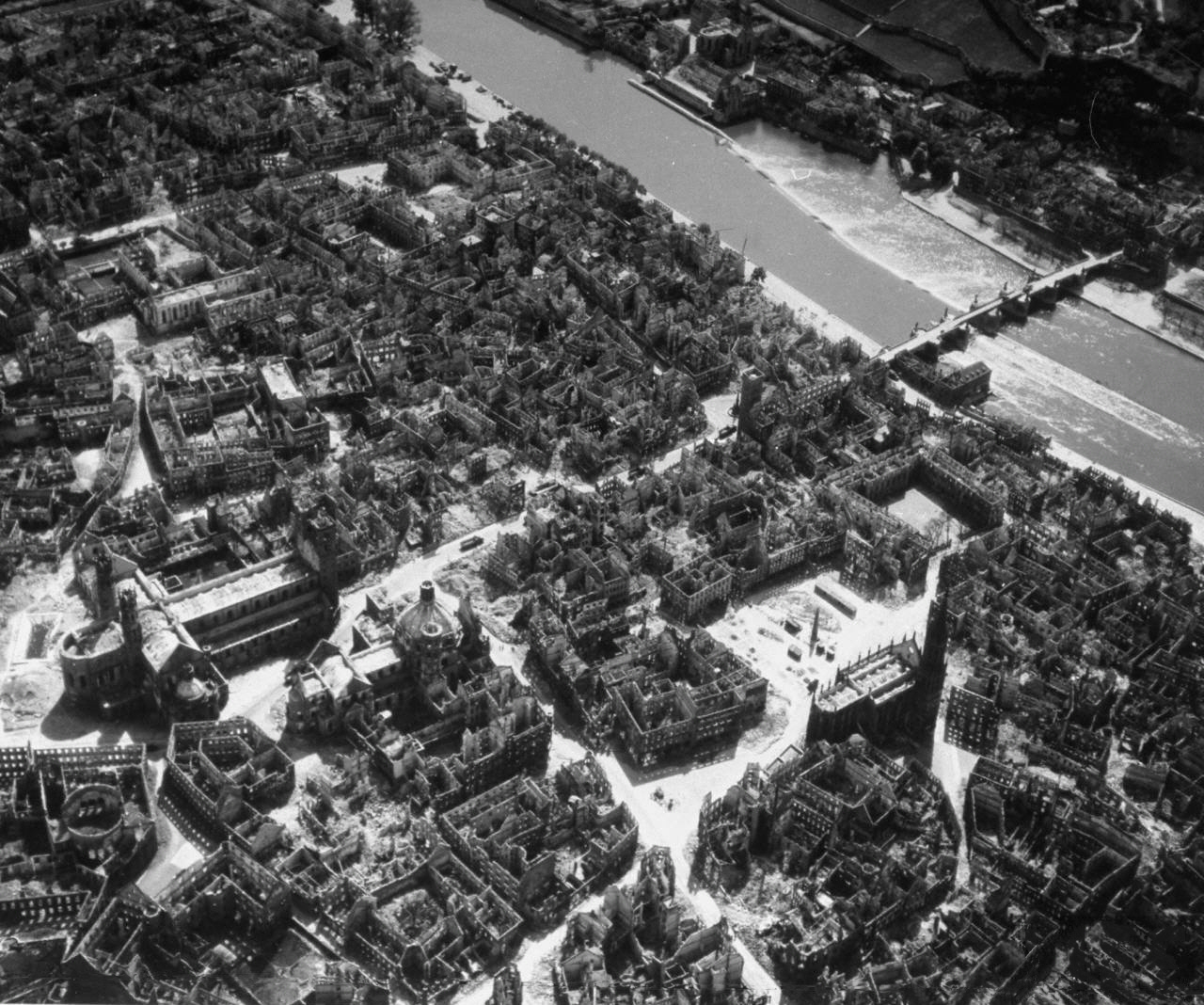
Fotografia aèria del centre de la ciutat destruïda de Würzburg, la tardor de 1945.

Bourke-White va ser la primera corresponsal de guerra dona, i també la primera dona a qui se li permetia de treballar a les zones de combat durant la Segona Guerra Mundial. Però abans va captar imatges de persones desplaçades de la guerra d'Espanya que, procedents de zones de combat, es refugiaven a Barcelona. És el cas del reportatge publicat el 1939 a la revista Life, que mostra les dones, infants i persones grans, procedents majoritàriament de Madrid, allotjades al refugi "La Passionària", que ocupava l'antic monestir de Santa Isabel (Barcelona).
L'any 1941 va viatjar a la Unió Soviètica quan Alemanya va trencar el seu pacte de no-agressió, i va ser l'únic fotògraf estranger a Moscou quan la ciutat va ser envaïda per les tropes alemanyes; quan es va refugiar a l'ambaixada dels Estats Units, va poder copsar la voràgine d'infern amb la seva càmera. A mesura que la guerra avançava es va unir a les Forces Aèries de l'Exèrcit dels Estats Units a l'Àfrica del Nord i més tard a l'exèrcit a Itàlia (on sovint va estar sota el foc a les àrees de combat) i Alemanya.
Va ser torpedejada a la Mediterrània, ametrallada per la Luftwaffe, embarrancada en una illa de l'Àrtida, bombardejada a Moscou i es va escapar de la Badia de Chesapeake quan va estavellar-se el seu helicòpter; per aquest motiu era coneguda pels seus companys de Life com "Maggie la indestructible".
Durant la primavera de 1945 va viatjar amb el general George Patton a través d'una Alemanya que s'ensorrava, i va visitar al camp de concentració nazi de Buchenwald; posteriorment va afirmar que fer servir una càmera va ser quasi un alleujament, ja que interposava una lleu barrera entre ella mateixa i l'horror que hi havia davant seu. El 1946 va publicar un llibre titulat Dear Fatherland, Rest Quietly, un projecte que va ajudar-la a enfrontar-se amb la brutalitat que havia estat testimoni durant i després de la guerra.

#### Fotografia documentalide guerra
És també ben coneguda la feina que va fer Bourke-White a l'Índia i el Pakistan, concretament la seva fotografia de Mohandas Gandhi amb la seva filosa i la de Muhammad Ali Jinnah, fundador del Pakistan, recte en una cadira.
Segons la periodista de The New York Times Somini Sengupta, Bourke-White va ser també una de les millors cronistes de la violència que va esclatar durant la independència i partició de l'Índia i el Pakistan, i les seves fotografies d'aquell episodi són colpidores i, mirant-les fixament, s'endevina el desig de la fotògrafa d'aturar l'horror; les imatges de la fotògrafa (preses dos anys després de les de Buchenwald) semblen cridar des de la pàgina. Va copsar carrers plens de cadàvers, morts amb els ulls oberts, i refugiats amb els ulls buits. En la reedició de 2006 de la novel·la de l'escriptor indi Khushwant Singh Train to Pakistan, que tractava sobre aquella ruptura, s'hi van incloure seixanta-sis d'aquelles fotografies, algunes de les quals es van exposar en un conegut centre comercial de Delhi; segons Sengupta, més sorprenent que l'impacte que causen les imatges va ser el fet que als clients semblava que els passaven desapercebudes.
Tenia una habilitat especial per a ser al lloc correcte en el moment adequat: va entrevistar i fotografiar Mohandas Gandhi tan sols unes hores abans del seu assassinat el 1948. El seu amic i col·lega Alfred Eisenstaedt va dir que un dels seus punts forts era que no hi havia encàrrecs o imatges que no fossin importants per a ella.
El desembre de 1949 va anar a Sud-àfrica per a fotografiar durant cinc mesos la crueltat de l'apartheid i també els treballadors de les mines. Durant la guerra de Corea, el 1952, va viatjar amb l'exèrcit de Corea del Sud com a fotògrafa de guerra per la revista Life. Allà, les seves fotografies van centrar-se en les penes de les famílies que intentaven sobreposar-se a la guerra.

### La malaltia de Parkinson
Tot i que ja va sentir els primers efectes mentre era a Corea, va ser en tornar d'allà quan, el 1953, va desenvolupar els primers símptomes de la malaltia de Parkinson. Als cinquanta anys, es va veure obligada a disminuir el ritme de la seva carrera per tal de lluitar contra la paràlisi que l'envaïa, primer amb fisioteràpia i posteriorment, els anys 1959 i 1961, amb diverses operacions, que van reduir els tremolors però que van afectar la seva parla.
El 1955 havia començat la seva autobiografia, Portrait of Myself, que va completar el 1963 i que es va convertir en un èxit de vendes. Ella, però, cada cop estava més dèbil i es va aïllar a casa seva, a Darien (Connecticut); el seu pla de pensions ja no cobria els costos per la seva assistència sanitària, i finalment el 27 d'agost de 1971 va morir a l'Hospital de Stamford, a Connecticut, deixant el seu llegat de dona determinada, artista visual innovadora i observadora humana compassiva.

## Premis
- Doctor honoris causa per la Universitat Rutgers, 1948
- Doctor honoris causa per la Universitat de Michigan (Ann Arbor), 1951
- Achievement Award: US Camera, 1963
- Honor Roll Award: American Society of Magazine Photographers, 1964

## Obra
Publicacions
- Eyes on russia (1931)
- You Have Seen Their Faces (1937; amb Erskine Caldwell) ISBN 0-8203-1692-X
- North of the Danube (1939; amb Erskine Caldwell) ISBN 0-306-70877-9
- Shooting the Russian War (1942)
- They Called it "Purple Heart Valley" (1944)
- Halfway to Freedom; un reportatge sobre la nova Índia (1949)
- Interview with India,(1950)
- Portrait of Myself. Simon Schuster. (1963). ISBN 0-671-59434-6
- Dear Fatherland, Rest Quietly (1946)
- The Taste of War (seleccions dels seus escrits editats per Jonathon Silverman) ISBN 0-7126-1030-8
- Say, Is This the USA? (reeditat el 1977) ISBN 0-306-77434-8
- The Photographs of Margaret Bourke-White ISBN 0-517-16603-8

Llegat
Les seves fotografies estan exposades al Museu de Brooklyn, al MoMA, al Museu d'Art de Cleveland i a la Biblioteca del Congrés dels Estats Units, i molts dels seus manuscrits, negatius i altra documentació s'allotgen a la biblioteca de la Universitat de Syracusa.

## Biografies i col·leccions de fotos
- Margaret Bourke-White: Photography of Design, 1927-1936 ISBN 0-8478-2505-1
- Margaret Bourke White ISBN 0-8109-4381-6
- Margaret Bourke-White: Photographer ISBN 0-8212-2490-5
- Margaret Bourke-White: Adventurous Photographer ISBN 0-531-12405-3
- Power and Paper, Margaret Bourke-White: Modernity and the Documentary Mode ISBN 1-881450-09-0
- Margaret Bourke White: A Biography, per Vickie Goldberg (Harper & Row: 1986) ISBN 0-06-015513-2
- Margaret Bourke-White: Twenty Parachutes, Nazraeli Press, 2002 ISBN 1-59005-013-4
- For the World to See: The Life of Margaret Bourke-White, per Jonathan Silverman ISBN 0-670-32356-X
- Down North: John Buchan and Margaret Bourke-White on the Mackenzie, per John Brinckman ISBN 978-0-9879163-3-4